# مهاجرت به کانادا

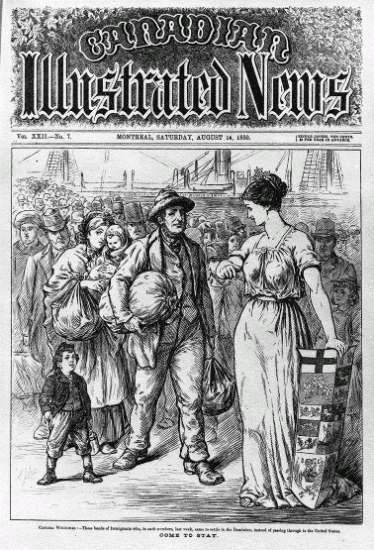
آمدن برای ماندن، نقاشی چاپ شده در مجله Canadian Illustrated News، در سال ۱۸۸۰ در رابطه با مهاجرت به کانادا.

کانادا (به انگلیسی: Immigration to Canada) یکی از مقاصد متقاضیان مهاجرت می‌باشد و دارای بیش از ۱۰۰ برنامه مهاجرتی (شامل برنامه‌های استانی) می‌باشد که هر کدام از آن‌ها معیارهای خاصی برای پذیرش متقاضیان دارند.
شایان ذکر است کانادا با توجه به مساحت پهناور، برای ارتقا رونق اقتصادی با کمبود نیروی کار مواجه بوده و کشوری مهاجرپذیر است.
کانادا تراکم جمعیتی بسیار پایینی دارد. این کشور به لحاظ وسعت دومین کشور دنیا و به لحاظ جمعیت کشور سی و هشتم دنیاست. کانادا بالاترین نرخ سرانه مهاجرپذیری در دنیا را دارد؛ یعنی نسبت تعداد افرادی که هر سال به کانادا مهاجرت می‌کنند به جمعیت کانادا بیشتر از هر کشور دیگری است. بیش از ۳۴ گروه قومی با جمعیت بیشتر از صد هزار نفر در این کشور زندگی می‌کنند که یکی از این گروه‌ها ایرانیان هستند. جمعیت ایرانیان کانادا نیز به سرعت در حال رشد است. به طوری که در سرشماری سال ۲۰۰۶ جمعیت ایرانیان و ایرانی‌تبارها ۱۲۱ هزار نفر بود اما در سرشماری سال ۲۰۱۶ مرکز آمار کانادا، این رقم به حدود ۲۱۰ هزار نفر رسید؛ یعنی میانگین رشد سالانه ۳۴ درصدی مهاجران ایرانی در این ده سال ثبت شده‌است. در سال ۲۰۲۱ این رقم به حدود ۲۱۳ هزار نفر رسیده‌است.

## روش‌های مختلف مهاجرت به کانادا
برای دریافت اقامت کانادا برنامه‌های مهاجرتی مختلفی در نظر گرفته شده‌است. به جز برنامه‌های مهاجرتی که دولت فدرال کانادا ارائه کرده‌است، تمام استان‌های کانادا که قرارداد برنامه‌های نامزدی استانی (PNP) با دولت فدرال را پذیرفته‌اند نیز برنامه‌های مهاجرتی مختص به خود را دارند. تمام این برنامه‌های مهاجرتی در دسته‌بندی زیر جای می‌گیرند:
- مهاجرت به کانادا از طریق پذیرش کاری
- مهاجرت به کانادا از طریق کارآفرینی یا خوداشتغالی یا استارت‌آپ (ثبت شرکت)
- مهاجرت به کانادا از طریق تحصیل در کانادا
- مهاجرت به کانادا از طریق پیوستن به اعضای خانواده در کانادا
- مهاجرت به کانادا از طریق پناهندگی

## مهاجرت دائم به کانادا از طریق برنامه‌های اقتصادی Economic Class
کانادا دومین کشور بزرگ جهان از نظر وسعت بوده و یکی از ۵ کشور قدرتمند صنعتی اقتصادی جهان است. این کشور با پذیرش بیش از ۳۰۰٬۰۰۰مهاجر، یکی از مهاجرپذیرترین کشورهای جهان به‌شمار می‌رود. مهاجرت دائم از طریق برنامه‌های اقتصادی به کانادا کمک می‌کند تا افرادی که می‌توانند به رشد و شکوفایی اقتصاد کانادا کمک کنند را جهت اقامت دائم به این کشور دعوت نماید.
برنامه‌های اقتصادی به دو گروه عمده تقسیم می‌شوند:
1. برنامه‌های نیروی کار ماهر: این برنامه‌ها عمدتاً در جهت جذب نیروی کار ماهر از سایر کشورها به کانادا می‌باشد. متقاضیان ایده‌آل در این روش عموماً در سنین جوانی بوده و جهت جذب بهینه در بازار کار کانادا دارای تحصیلات بالا، سابقه کار خوب و مهارت‌های زبان انگلیسی یا فرانسه بالایی هستند.
2. برنامه‌های سرمایه‌گذاری فعال (Active Investment): این برنامه‌ها جهت توسعه کسب‌وکار در کانادا طراحی شده و متقاضیان ایده‌آل در این روش بایستی علاوه برداشتن سرمایه لازم جهت سرمایه‌گذاری در یک کسب‌وکار در کانادا، تجربه مدیریت و مالکیت کسب‌وکار مشابه را در کشور خود داشته تا بتوانند علاوه بر ایجاد و راه‌اندازی کسب‌وکار، به‌طور فعال مدیریت آن را هم برعهده بگیرند. به همین دلیل این نوع سرمایه‌گذاری را فعال می‌نامند. تنها استثنا در برنامه‌های سرمایه‌گذاری که نیازی به مدیریت و تجربیات قبلی ندارد، برنامه سرمایه‌گذاری کبک می‌باشد. (برنامه سرمایه‌گذاری کبک تا اوایل سال ۲۰۲۴ به حالت تعلیق خواهد بود و پذیرش نخواهد داشت)

برنامه‌های اقتصادی از طرف دولت مربوط نیز به دو گروه تقسیم می‌شود:
1. برنامه‌های فدرال :این برنامه‌ها توسط دولت فدرال کانادا طراحی و مدیریت شده و هدف آن بهبود اقتصاد کانادا به صورت عمده می‌باشد. متقاضیانی که از این روش‌ها اقدام می‌نمایند می‌توانند در کلیه استان‌ها (Provinces) یا مناطق (Territories) به جز استان کبک اقامت کنند.
2. برنامه‌های استانی: این برنامه‌ها توسط دولت‌های استانی طراحی و مدیریت می‌شود و به نوعی نیازهای شغلی یا اقتصادی استان مربوط در آن دیده می‌شود. میزان پذیرش مهاجران توسط این برنامه‌ها با توافق دولت فدرال تعیین می‌شود. بدیهی است که متقاضیانی که از این روش‌ها اقدام می‌نمایند متعهد می‌شوند تا در استان مربوطه اقامت و کار نمایند.

## مهاجرت به کانادا با ویزای توریستی یا موقت Visitor Visas
ویزای توریستی کانادا که با نام ویزیتور ویزا هم شناخته می‌شود، نوعی ویزای اقامت موقت (TRV) است که برای افرادی صادر می‌شود که قصد سفر به این کشور را دارند. مدت اعتبار این ویزا معمولاً تا پایان تاریخ انقضای پاسپورت است.
افراد می‌توانند در صورت داشتن شرایط لازم، ویزای توریستی خود را به ویزای تحصیلی یا کاری تبدیل کرده و مدت اقامت خود را در کانادا افزایش دهند؛ حتی امکان دریافت اقامت دائم نیز برای برخی وجود دارد.
این ویزا انواع مختلفی دارد، از جمله ویزای مولتیپل که امکان ورود و خروج متعدد را فراهم می‌کند و سوپر ویزا که مخصوص والدین و پدربزرگ‌ها و مادربزرگ‌های شهروندان یا مقیمان دائم کاناداست.
برای دریافت ویزای توریستی کانادا نیاز به انگشت نگاری (تست بیومتریکز) برای شهروندان برخی از کشورها ضروری است و مدارک توسط آفیسر پرونده مورد بررسی قرار می‌گیرد. درخواست ویزای کانادا توسط سفارت کانادا ۶۰ روز طبق اعلام سفارت زمان می‌برد که البته به‌طور معمول زمان کمتری صرف می‌شود. افرادی که با ویزای موقت توریستی در کانادا حضور دارند در طول مدت اعتبار ویزای خود اجازه کار در کانادا را ندارند.
مطابق دستور وزارت مهاجرت کانادا تا ۲۴ فوریه ۲۰۲۴، تمام ایرانیانی که با ویزای موقت (بدون اجازه کار) در کانادا حضور دارند، می‌توانند درخواست اجازه کار (Work Permit) داده و در کانادا مشغول کار شوند.

### شرایط دریافت ویزای موقت کانادا
1. سلامت جسمانی
2. گذرنامهٔ معتبر
3. دارا بودن منابع مالی کافی
4. داشتن پایبندی کافی برای بازگشت به کشور خود (خانواده، شغل، املاک)، تا سفارت اطمینان خاطر را به دست‌آورد که افراد در پایان سفرشان قصد بازگشت به کشورشان را دارند.
5. داشتن دلیل برای بازدید از کانادا (بازدید از اقوام، شرکت در سمینارها، جلسات کاری، یا توریسم). قانوناً افسر مهاجرت همواره حق مصاحبه را محفوظ دارد ولی عملاً به دلایل متعدد من جمله حجم بالای پرونده‌ها مدت‌ها است که مصاحبه صورت نمی‌گیرد.

## مهاجرت موقت به کانادا با مجوز تحصیلی Study Permit
شاید ساده‌ترین روش برای کسب اجازه ورود به کانادا دریافت ویزای تحصیلی باشد. هر ساله بالغ بر ۱۳۰٬۰۰۰ دانشجو از سرتاسر جهان برای تحصیل وارد کشور کانادا می‌شوند. مجوز تحصیلی سندی است که از سوی اداره مهاجرت کانادا صادر می‌شود. در صورتی که تحصیل بیش از یک سال به درازا بکشد، سفارت کانادا معمولاً برای سال اول مجوز تحصیلی صادر نموده و دانشجویان یا دانش آموزان بین‌المللی می‌توانند در پایان هر سال نسبت به تمدید مجوز تحصیلی خود اقدام نمایند. برای دریافت مجوز تحصیلی، باید ابتدا از مؤسسه آموزشی مورد قبول اداره مهاجرت (Designated Learning Institution) در کانادا پذیرش بگیرید. پس از دریافت پذیرش معرفی نامهٔ خود را به سفارت کشور کانادا ارسال کنید تا ویزای دانشجویی برای شما صادر گردد. پس از اتمام مراحل گرفتن ویزا، می‌بایست در مرکز آموزشی مورد نظر ثبت نام کرده و در آن جا اقامت موقت داشت. لازم است ذکر شود که، در دوران تحصیل یا پس از اتمام آن ممکن است بتوان نسبت به درخواست اقامت دائم در کشور کانادا نیز اقدام کرد.

### شرایط لازم برای دریافت پذیرش از موسسات آموزشی کانادایی
- در بسیاری از موسسات آموزشی شرط دارا بودن مدرک زبان انگلیسی یا فرانسه وجود دارد. در برخی از این موسسات امکان تحصیل به شرط گذراندن موفقیت‌آمیز دوره‌های زبان وجود دارد.
- قبولی در شرایط مورد نظر رشته که بسته به مؤسسه آموزشی و رشته مورد نظر می‌تواند بسیار متغیر باشد.
- پرداخت هزینه‌های تحصیلی مربوط براساس شرایط مورد نظر مؤسسه آموزشی. توجه فرمایید که هزینه‌های مطالبه شده از دانش آموزان / دانشجویان بین‌المللی عموماً بیش‌تر از هزینه‌های مطالبه شده از دانشجویان کانادایی می‌باشد. تحصیل در مقاطع زیر دیپلم در مدارس عمومی برای کانادایی‌ها رایگان می‌باشد.[۴][۵]

### شرایط لازم برای کسب مجوز تحصیل
- ارائه نامه پذیرش از مؤسسه آموزشی مورد قبول اداره مهاجرت
- ارائه مدارکی مبنی بر تمکن مالی و امکان پرداخت هزینه‌های تحصیلی برای دوره تحصیل
- منطقی بودن درخواست متقاضی مبنی بر تحصیل در رشته و مؤسسه مورد نظر با توجه به سوابق تحصیلی و کاری گذشته و نیز امکانات تحصیلی مشابه در کشور محل اقامت / شهروندی متقاضی
- ارائه مدارکی مبنی برداشتن پایبندی کافی جهت بازگشت متقاضی به کشور محل اقامت پس از اتمام تحصیلات در کانادا

### اجازه تحصیل در شرایط زیر نیاز نمی‌باشد
- برای تحصیل در دوره‌ای که مدت آن کمتر از شش ماه باشد.
- افرادی که والدین آن‌ها در کانادا اقامت قانونی دارند (به غیراز ویزای توریستی)
- خانواده کارمندان سفارتخانه‌ها در کانادا

## مهاجرت دائم به کانادا از طریق پیوستن به اعضای خانواده Family Reunification
دولت کانادا در راستای ارزش‌گذاری به چارچوب خانواده براساس ارزش‌ها و سنن کانادایی، برنامه‌هایی برای نزدیکی اعضای خانواده‌ها را در سیاست‌های مهاجرتی خود قرار داده‌است. در این راستا شهروندان و افرادی که در کانادا مقیم دائم هستند می‌توانند تحت شرایط خاصی برخی اعضای خانواده خود را تحت تکفل (Sponsor) قرار داده و به کانادا بیاورند.
عمده افراد واجد شرایط شامل همسر، فرزندان، والدین، نوه‌ها، پدربزرگ‌ها و مادربزرگ‌ها و خواهران و برادران (مجرد و زیر ۱۸ سال و یتیم) می‌باشند.
در صورتی که کفیل کانادایی هیچگونه فامیلی زنده در کانادا نداشته باشد و همچنین از اقوام ذکر شده در فوق کسی در قید حیات نباشد که بتوان وی را تحت تکفل قرار داد، قانون اجازه می‌دهد که شخص پیگیری خارج از لیست اقوام فوق تحت تکفل قرار گیرد.
به جز تکفل همسر، در بقیه موارد کفیل کانادایی بایستی اثبات کند که از لحاظ مالی می‌تواند اعضای خانواده مربوط را تحت حمایت خود قرار دهد بدون اینکه از کمک‌های دولتی استفاده کند. همچنین این تکفل، تعهداتی را برای کفیل ایجاد می‌کند که بعضاً می‌تواند تا سالیان متمادی بعد برعهده کفیل باقی بماند.
فرزندخواندگی (Adoption) نیز به دلیل اینکه باعث ایجاد پیوندهای خانوادگی جدیدی بین والدین و فرزند جدید می‌شود جزو برنامه‌های مهاجرتی خانوادگی محسوب می‌گردد.

## مهاجرت‌های غیرقانونی
جیمز بیست رئیس سابق اداره مهاجرت کانادا اعلام کرده‌است که بین ۳۵٬۰۰۰ تا ۱۲۰٬۰۰۰ نفر از مهاجرت کنندگان به کانادا به صورت غیرقانونی وارد این کشور شده‌اند.